# Blastothrix ilicicola
Blastothrix ilicicola är en stekelart som beskrevs av Mercet 1921. Blastothrix ilicicola ingår i släktet Blastothrix och familjen sköldlussteklar.
Artens utbredningsområde är:
- Algeriet.
- Bulgarien.
- Tyskland.
- Iran.
- Spanien.

Inga underarter finns listade.